# 柯蒂斯植物学杂志

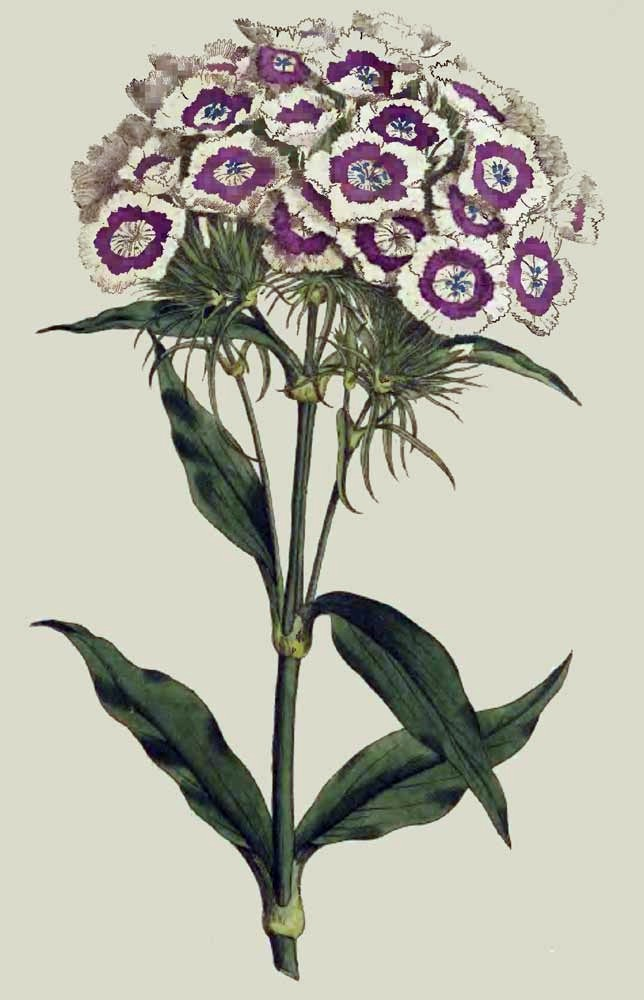
美国石竹 207号插画 (1793)

植物学杂志 （英语：The Botanical Magazine）；或称《花园博览》（Flower-Garden Displayed）, 是一本创办于1787年的插图类杂志，是目前出版时间最为悠久的植物学杂志，被普遍称作《柯蒂斯植物学杂志》.
杂志对每一项内容都使用规范又易懂的语言进行阐述，两个世纪以来植物插画一直是其办刊特色，许多植物都是通过该杂志首次以纸制品的形式与公众见面，为了增强表述效果，杂志都会配上详实的插画。

## 杂志历史

### 柯蒂斯创办
18世纪的欧洲民众对来自本土以外的未知世界充满兴趣，也对自然科学的探索抱有很大的热忱。作为一本图文并茂的园艺和植物学杂志，《柯蒂斯植物学杂志》於1787年2月1日由威廉·柯蒂斯发起创刊。在邱园工作多年的柯蒂斯是一名药剂师、植物学家和昆虫学家，在之前的几年里他出版了受到业内高度赞许但并不卖座的《伦敦植物志》，收录了伦敦地区的各种植物。杂志以八开本为出版格式，让读者熟悉观赏植物与异域植物为办刊己任。以往艺术家所画的植物作品只能供某一位富人观赏，而如今他们的作品会以出版的统一格式供众人欣赏。插图最初采用手工彩色打印的铜版画旨在对文本进行补充，给读者直观的感受，同时文字页对植物进行1-2页关于植物属性、历史、生长特性、俗称、用途、分布等植物学知识的文字描述。
杂志的首张绘画(波斯鸢尾)由詹姆斯·索尔比创作而成的，而杂志第一卷的绝大多数的插图由西德纳姆·爱德华兹所绘，但在1815年，爱德华兹离职创办了另一本植物插画杂志《植物学登记》（The Botanical Register）与《柯蒂斯植物学杂志》形成了竞争关系。杂志最初13卷的插画采用铜版画，由30人手工着色而成。3000份的发行量，每份需使用三个制铅版，由于生产成本的上升，需求的增加，导致在制作过程中无法保证图片质量。随后，杂志逐渐开始采用机器着色，该杂志被认为是早期植物插图领域最为重要的杂志。

### 后续发展
当柯蒂斯去世之时，杂志已经发表了13卷（1787–1800），他的好友约翰·斯密斯（John Sims）在1801至1807年期间成为主编，负责出版了杂志第15–26卷，曾將雜誌異名。1826年，植物学家威廉·胡克成为杂志主编，有着渊博植物学知识的胡克还同时兼任了杂志的主要竞争刊物《异国植物》（Exotic Botany）的供稿人一职。威廉·胡克将画家沃尔特·胡德·菲奇带进杂志，这位画家日后成为杂志的首席画家长达40年。1865年，约瑟夫·道尔顿·胡克接任他父亲威廉·胡克所担任的英国皇家植物园园长一职，也成为該杂志主编。菲奇於1877年因與小胡克發生爭執而離開雜誌——爭吵原因與菲奇正著手準備的多本書內插畫有關——而後，雜誌首席畫家的職位由胡克之女Harriet Anne Hooker Thiselton-Dyer接手。1878年至1880年間，她繪製了將近一百幅植物插圖以供雜誌印刷及出版，直到下一任首席畫家玛蒂尔达·史密斯接任她的職位為止。
如同Thiselton-Dyer的職業經歷，小胡克的表妹玛蒂尔达·史密斯也是經由小胡克之手引進雜誌作畫。玛蒂尔达在1878至1923年间为柯蒂斯植物学杂志绘画了超过2300种植物。玛蒂尔达在植物绘画方面的杰出贡献，使她成为皇家植物园的首席画家，此后还被选为倫敦林奈學會会员，是历史上第二位享此殊荣的女性。图片的科学价值是杂志引以为傲并增加知名度的重要来源，也是科普植物的一种重要手段，所以培养植物插图画家显得格外谨慎。为了描绘出一个植物的样本，画家要与植物学家紧密合作，在细部分解图上还需请教植物学家、园艺师与园丁。
柯蒂斯植物学自发行开始植物插图均按顺序编号刊发，該杂志是现存最好的系列植物插画杂志，至始至终高质量的整页插图与权威性使其成为同类学术刊物中被引用次数最多的杂志。其他於十九世紀內貢獻雜誌插圖的主要繪圖者尚有：Augusta Innes Withers、Anne Henslow Barnard及小胡克的嫂嫂（活躍於1879年–1894年）整页插图的手工着色是一项劳工强度很高的工作，但於1921年至1948年間，杂志这项優良传统仍由另一名首席插图画家莉莲·斯内林所傳承下來。直到印刷技术（photomechanical process）的实施取代了手绘插图。1953年，Nellie Roberts開始繪置並完成5千種以上的蘭花圖鑑。
杂志的出版从未间断过，在1984年至1994年这段时间曾更名为《邱园杂志》，1995年恢复了其被引用次数最多的杂志名《柯蒂斯植物学杂志》。杂志继续由英国皇家植物园出版发行，也保持了对园艺，生态或植物插图的钟爱。
在植物学文献中引用该杂志的英语标准缩写为Curtis's Bot. Mag.或'Botanical Magazine'。